# Джек Ньюфілд

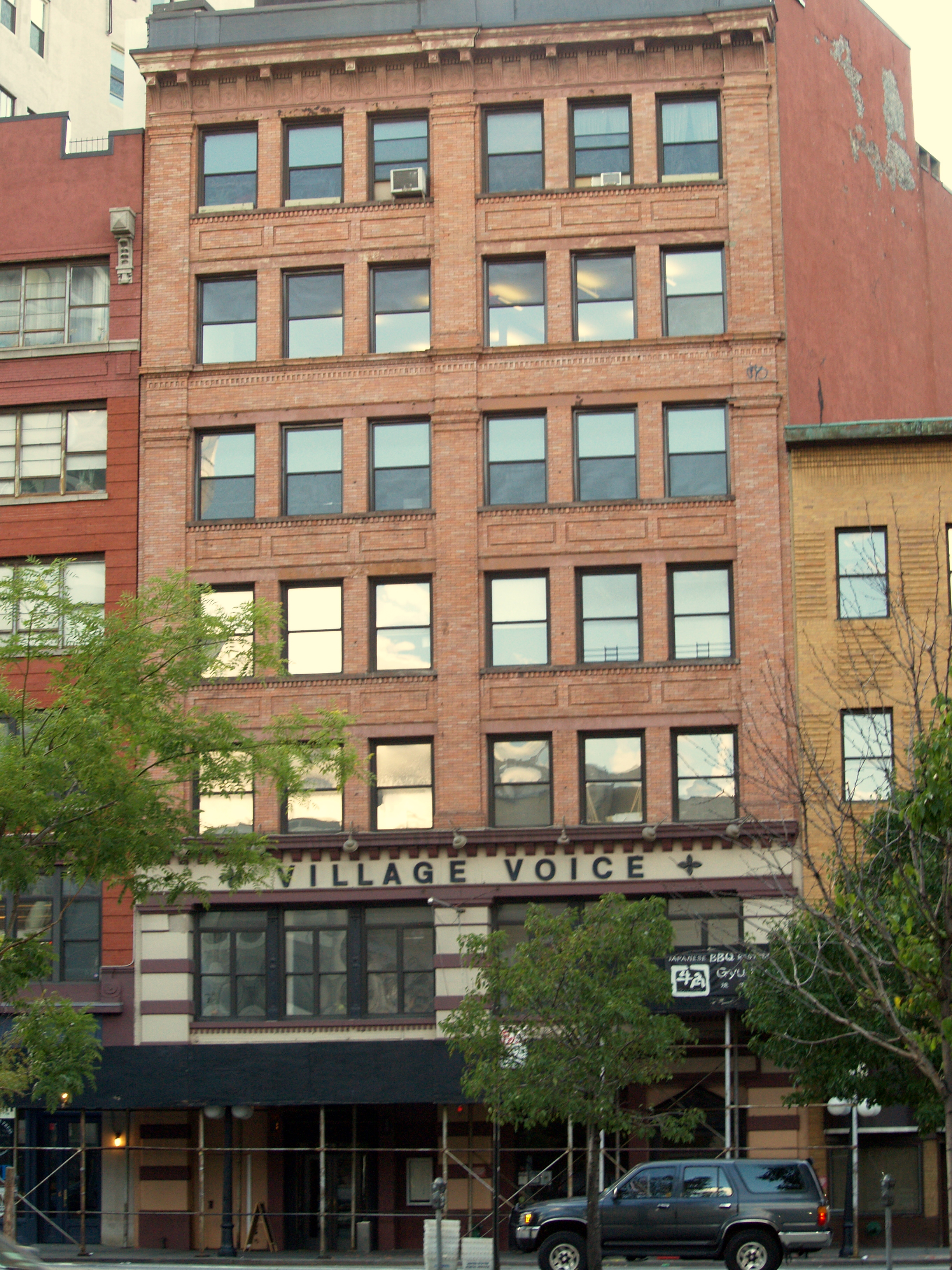
Офіс на Купер Сквер газети Village Voice, де Ньюфілд опублікував понад 700 статей за свою кар'єру

Джек Абрагам Ньюфілд (англ. Jack Abraham Newfield, 18 лютого 1938 — 20 грудня 2004) був американським журналістом, колумністом, автором, документалістом і активістом. Ньюфілд писав для Village Voice, New York Daily News, New York Post, New York Sun, New York, Parade, Tikkun, Mother Jones та The Nation, а також щомісячні колонки для кількох газет профспілок. У своїй автобіографії Somebody's Gotta Tell It: The Upbeat Memoir of a Working-Class Journalist (2002) Ньюфілд написав: «Головне — не плутати об'єктивність з правдою».
Кар'єрний репортер, Ньюфілд писав про сучасне суспільство, культуру та політику на теми, що стосуються міського життя, такі як корупція в муніципалітеті, поліція та профспілки, а також професійний спорт, особливо бейсбол і бокс, а також сучасна музика. Він написав численні книги про сучасні соціальні та політичні явища, включаючи A Prophetic Minority (1966) та Robert Kennedy: A Memoir (1969). Він отримав American Book Award за The Full Rudy: The Man, the Myth, the Mania про мера Нью-Йорка Руді Джуліані.

## Ранні роки та освіта

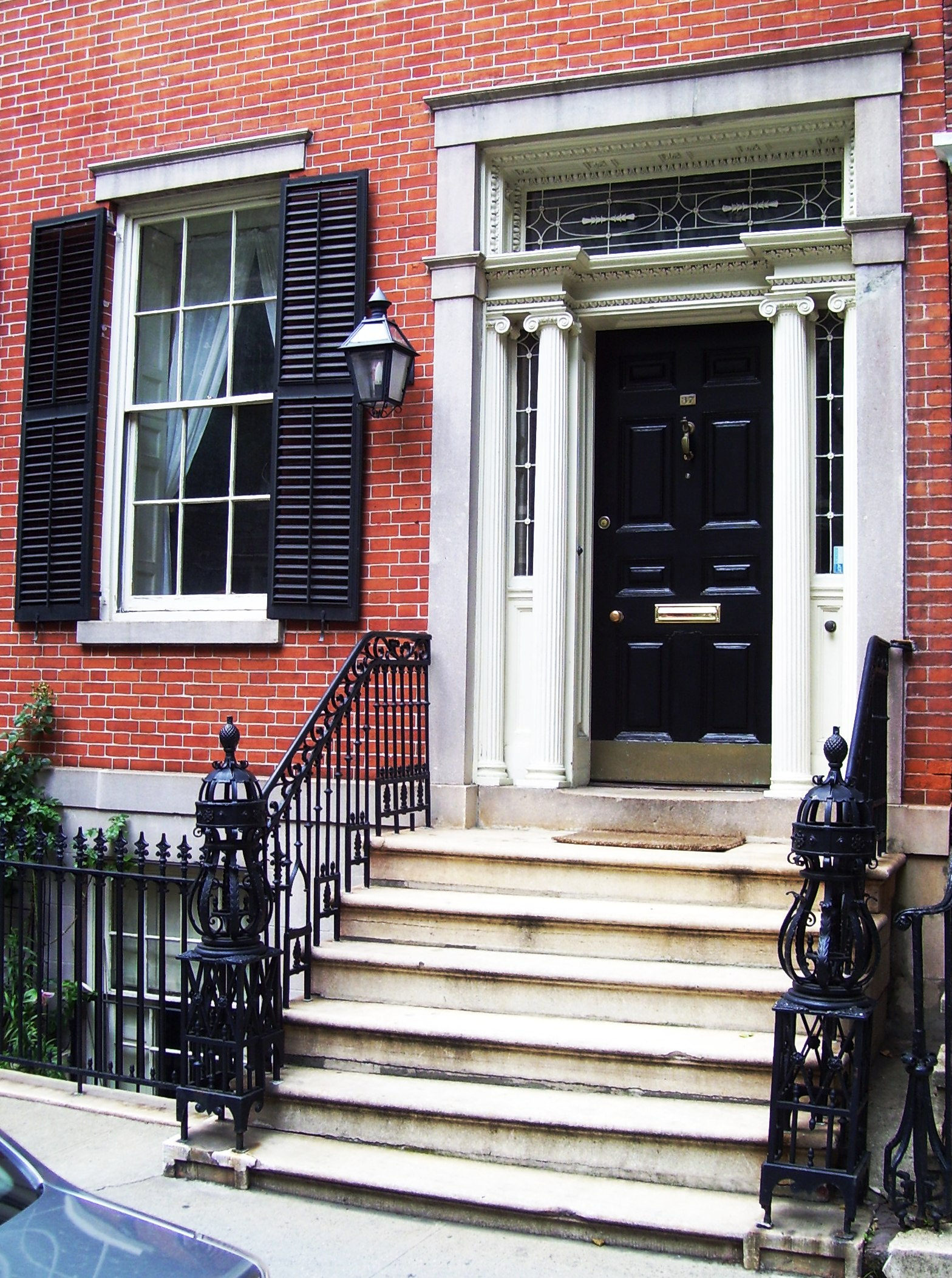
Вхід до 35 Чарлтон-стріт у Грінвіч-Віллидж, де Ньюфілд прожив більшу частину свого життя

Ньюфілд народився і виріс у районі Бедфорд-Стайвесант у Брукліні, де його переважно виховувала мати, Етель (Тучман) Ньюфілд. Коли йому було чотири роки, його батько, Філіп Ньюфілд, помер від серцевого нападу. Єдина дитина, Ньюфілд був замкненою дитиною. Етос його виховання спонукав його сформувати професійний підхід, який він називав «адвокаційна журналістика».
Ньюфілд закінчив середню освіту в Boys High School у Брукліні, перш ніж отримати ступінь бакалавра з журналістики в Гантерському коледжі у 1960 році. Під час навчання в коледжі він писав брошури для Студентського ненасильницького координаційного комітету (SNCC) та статті для студентської газети Hunter Arrow. У 1960-х роках він долучився до руху за громадянські права та антивоєнних нових лівих політичних поглядів Студентів за демократичне суспільство (SDS) під керівництвом Майкла Гаррінгтона. Його арештували на півдні під час сидячого страйку у 1963 році, і він провів два дні у в'язниці в Міссісіпі разом із Майклом Швернером, якого вбили в цьому штаті в червні 1964 року разом із Джеймсом Чейні та Ендрю Гудманом.
Ідентифікуючи себе як популіст, Ньюфілд з самого початку був політично активним журналістом і автором. У 1968 році він підписав петицію «Writers and Editors War Tax Protest», обіцяючи відмовитися платити податки на знак протесту проти війни у В'єтнамі, а пізніше став спонсором проєкту «War Tax Resistance», який практикував і пропагував податковий опір як форму протесту проти війни. До 1971 року Ньюфілд почав сумніватися в ідеології нових лівих, написавши, що «у своїх проявах Weathermen, Panther та Yippee нові ліві здаються антидемократичними, терористичними, догматичними, одурманеними риторикою та погано відірваними від реальності».
Ньюфілд працював розсильним у New York Daily Mirror, а пізніше став редактором West Side News, місцевої щотижневої газети. Він проживав на Чарлтон-стріт у Грінвіч-Віллидж протягом більшої частини свого дорослого життя.

## Кар'єра

### Журналістика
Ньюфілд вважав себе «учасницьким журналістом», залученим до політики та адвокації. Натхненний Лінкольном Стеффенсом, Джейкобом Ріїсом та Ай. Еф. Стоуном, Ньюфілд дотримувався професійного стандарту моральної емоційності. Він писав: «Співчуття без гніву може перетворитися на просту сентиментальність або жалість. Знання без гніву може застигнути в цинізмі та апатії. Гнів покращує ясність, наполегливість, сміливість і пам'ять».
У 1964 році його найняв редактор Ден Вулф писати для Village Voice. Ньюфілд казав, що прагне «поєднати активізм із писемністю» і радив однодумцям-журналістам «створити виборців для реформ і не зупинятися, поки не досягнете певного прогресу або позитивних результатів». У 1968 році Ньюфілд висвітлював демократичний з'їзд у Чикаго, де він відомо викинув друкарську машинку з вікна свого готелю в Чикаго на поліцію, яку бачив б'ючою демонстрантів. До 1988 року Ньюфілд написав 700 статей для цієї газети за 24 роки роботи репортером, колумністом та старшим редактором. З 1988 року Ньюфілд був редактором і письменником в розслідувальному підрозділі New York Daily News. Рішуче підтримуючи профспілки, він зробив принциповий вибір підтримати страйк 1990 року журналістів газети і відмовився перейти через пікетну лінію, пішовши з редакторської посади. Незабаром після цього він приєднався до New York Post як колумніст. Після того, як консервативний видавець Руперт Мердок знову став власником видання, Ньюфілд писав колонки та розслідувальні статті для The New York Sun, The New York Observer та The Nation.
У 1980 році Центр розслідувальної журналістики нагородив Ньюфілда премією Джорджа Полка за політичне репортерство, а у 1986 році він отримав спеціальну нагороду від Асоціації адвокатів штату Нью-Йорк за серію статей про неправомірно засудженого Боббі Маклафліна. У 2000 році його вшанували нагородою за 25-річні досягнення в новинах від Товариства Силурійців. З 2006 року Гантерський коледж щовесни вручає професорську премію Джека Ньюфілда видатному журналісту, що представляє його спадщину розслідувальної журналістики.

### Автор і режисер
Ньюфілд був автором книг про сучасні політичні та соціальні явища. Він написав A Prophetic Minority (1967), свою розповідь про рух за громадянські права на початку 1960-х років, створення SNCC, ініціативу з реєстрації виборців у Міссісіпі, розширення SNCC для включення білих студентів та підйом SDS. Через рік газета The New York Times назвала книгу Ньюфілда Роберт Кеннеді: Мемуар (1969) «проникливою і зворушливою книгою», і вона була знову добре сприйнята, коли її перевидали у 2003 році, на 35-ту річницю вбивства Кеннеді. Ньюфілд супроводжував Кеннеді та його кампанію, коли сенатора від Нью-Йорка вбив Сірхан Сірхан у Лос-Анджелесі в червні 1968 року. Він намагався відокремити «людину від міфу» у своєму особистому звіті про вбитого політика. Він написав про Кеннеді: «Частина його була солдатом, священиком, радикалом і футбольним тренером. Але він не був жодним з них. Він був політиком; його вороги казали, що він був охоплений егоїстичними амбіціями, безжальним опортуністом, який експлуатував легенду свого брата. Але він був занадто пристрасним і занадто вразливим, щоб бути тим холодним і впевненим оператором, яким був його брат.»
Ньюфілд і Джефф Грінфілд співавторствували у книзі A Populist Manifesto: The Making Of A New Minority (1972), яка розвивала їхні ідеї щодо громадянських реформ, що стосуються банківської та страхової галузей, комунальних послуг, регуляторних органів, земельної реформи, медіа, злочинності, охорони здоров'я, профспілок та зовнішньої політики. З Полом Дю Брюлем він написав The Abuse of Power: The Permanent Government and the Fall of New York (Viking Press, 1977) та переглянуте видання The Permanent Government: Who Really Rules New York? (Pilgrim Press, 1981), що вважаються класикою міської журналістики.
У книзі City for Sale (1988) Ньюфілд та давній колега з Village Voice Вейн Барретт описали корупцію, що керується патронажем, у Нью-Йорку під час трьох термінів мерства Еда Коча. У 2003 році жорстка критика Ньюфілда щодо мерства Руді Джуліані, The Full Rudy: The Man, the Myth, the Mania (2002), отримала American Book Award. City of Rich and Poor: Jack Newfield on New York, документальний фільм PBS 2003 року, був заснований на статті Ньюфілда How the Other Half Still Lives, опублікованій у The Nation. У 1988 році Robert Kennedy: A Memoir було адаптовано у високо оцінений документальний фільм, який Ньюфілд написав і співрежисував. Він був сценаристом і репортером документального фільму JFK, Hoffa and the Mob (1992) для PBS.
Ньюфілд виступав за те, щоб професійних боксерів розглядали як членів «експлуатованого робітничого класу». Він писав і продюсував документальні фільми про професійний бокс, включаючи Fallen Champ: The Untold Story of Mike Tyson (1993), Sugar Ray Robinson: Bright Lights, Dark Shadows (HBO, 1998; співпродюсер), The Making of Bamboozled (2001) та Ring of Fire: The Emile Griffith Story (2005). У 1991 році він був співавтором і репортером документального фільму Don King Unauthorized (Frontline & Stuart Television, 1991), який транслювався на PBS. Незабаром після цього він написав Only in America The Life and Crimes of Дон Кінг у 1995 році, історія була серіалізована в журналі Penthouse, а потім адаптована у біографічний фільм HBO Don King: Only in America, що отримав премію «Еммі» 1997 року, режисером якого був Джон Герцфельд, а в головній ролі Вінг Реймс.

### Активізм
Ньюфілд був розслідувальним журналістом, який відкрито писав про соціальні реформи. Його статті часто впливали на медіа та державну політику. Відомі приклади включають створення закону, що забороняє використання свинцевої фарби в квартирах, зміни у законодавстві про фінансування виборчих кампаній, переслідування корупції та впровадження нормативних актів для захисту літніх людей у будинках для літніх людей. Його серія статей про неправомірно засудженого і ув'язненого жителя Брукліна Боббі Маклафліна допомогла його виправдати і звільнити з в'язниці у 1986 році.
Історики політичного руху проти отруєння свинцем у США відстежують його витоки в американських рухах за громадянські права та екологічному русі і визнають серію газетних статей Ньюфілда у Нью-Йорку про трагічні наслідки отруєння свинцем, розпочату в 1969 році, за викриття свинцевого скандалу та ініціативу тодішнього мера Джона Ліндсі щодо створення першої програми запобігання отруєнню свинцем, яка стала моделлю для інших міських районів.
З 1999 по 2004 рік Ньюфілд писав серію колонок, виступаючи за створення меморіалу на честь Джекі Робінсона (1919—1972), легендарного за свою роль першого темношкірого професійного бейсболіста у вищій лізі, та капітана бейсбольної команди Бруклін Доджерс Пі Ві Різа, які разом зробили історію. У 2005 році в центрі круглої галявини і периметральної доріжки, спроєктованої Кеном Смітом, було встановлено пам'ятник роботи Вільяма Бехрендса, прикрашений коментарями, пов'язаними з життям і досягненнями спортсменів, перед бейсбольним полем у Брукліні, Key Span Park.
Джек Ньюфілд працював до кінця свого життя, померши в Нью-Йорку від раку нирки 20 грудня 2004 року у віці 66 років.

### Нагороди та визнання
Ньюфілд отримав американську журналістську премію George Polk Award

 у 1979 році за висвітлення політики у Village Voice.

### Книги
- Ньюфілд, Дж. (1966). A Prophetic Minority. Нью-Йорк: New American Library.[54]
- Ньюфілд, Дж. (1969). Robert Kennedy: A Memoir. Нью-Йорк: E.P. Dutton & Co.[55]
- Ньюфілд, Дж. (1971). Bread and Roses Too: Reporting About America. Нью-Йорк: E.P. Dutton & Co.[56]
- Ньюфілд, Дж. (1974). Cruel and Unusual Justice: From Incompetence to Corruption, The Failure of Our Courts and Prisons. Нью-Йорк: Holt, Rinehart and Winston.[57]
- Ньюфілд, Дж. (1984). The Education of Jack Newfield. Нью-Йорк: St. Martin's Press.[58]
- Ньюфілд, Дж. (1995) Only in America: The life and Crimes of Don King. Нью-Йорк: William Morrow.[59]
- Ньюфілд, Дж. (2002). The Full Rudy: The Man, the Myth, the Mania. Нью-Йорк: Thunder's Mouth Press/Nation Books.[60]
- Ньюфілд, Дж. (2002). Somebody's Gotta Tell It: The Upbeat Memoir of a Working-Class Journalist. Нью-Йорк: Saint Martin's Press.[61]
- Ньюфілд, Дж. (ed.) (2003). American Rebels. Нью-Йорк: Thunder's Mouth Press/Nation Books.[62]

### Співавторські книги
- Ньюфілд, Дж., & Гроссман, Р. (1966). Animal Ranch: The Great American Fable. Нью-Йорк: Parallax Pub. Co.[63]
- Ньюфілд, Дж., & Грінфілд, Дж. (1972). A Populist Manifesto: The Making of a New Majority. Нью-Йорк: Praeger.[64]
- Ньюфілд, Дж., & ДюБрюль, П. (1977).The Abuse of Power: The Permanent Government and the Fall of New York. Нью-Йорк: Pilgrim Press.[65]
- Ньюфілд, Дж., & ДюБрюль, П., (1981) The Permanent Government: Who Really Rules New York? The Pilgrim Press.[66]
- Ньюфілд, Дж., & Барретт, В. (1988). City for Sale: Ed Koch and the Betrayal of New York. Нью-Йорк: Harper & Row.[67]
- Ньюфілд, Дж., & Джейкобсон, М. (2004). American Monsters: 44 Rats, Blackhats, and Plutocrats. Нью-Йорк: Thunder's Mouth Press.[68]

### Вибрані репортажі
- «More Bad Judges». The Nation, January 8, 2004. 278, 3, 7.
- The Meaning of Muhammad". The Nation, January 17, 2002. '274, 4, 25.
- «B.B. King: Legend, Icon, American Original … I Put Everything In The Song». The Philadelphia Inquirer, September 28, 2003.
- «Plenty of Nothing in New York: Governor Pataki's effective Gary Cooper imitation leaves Democrats in despair». The Nation, October 24, 2002, 275, 16, 18.
- «The Shame of Boxing: The fighters are powerless workers in need of rights and justice». The Nation, November 12, 2001, 273, 15, 13.
- «Can Mark Green Heal NYC?: New York's Democratic mayoral primary revealed the city's racial fault lines». The Nation, October 18, 2001, 273, 14, 20.
- «An Interview with Michael Moore». Tikkun, November — December, 1998. 13.6: 25–29.[69]
- «Remembering Джон Ф. Кеннеді-молодший» TV Guide, July 3 to August 6, 1999.
- «Stallone vs. Springsteen». Playboy, April 1986, p. 116-117+188-191.
- «Of Honest Men & Good Writers». The Village Voice, 1972, Vol. XVII, No. 20
- «Congressman Ed Koch is misleading the readers of The Voice». The Village Voice, 13, 1972, Vol. XVII, No. 2
- «The Death of Liberalism». Playboy, April 1971.
- «Blowin' in the Wind: A Folk-Music Revolt». The Village Voice, January 14, 1965, Vol. X, No. 13
- «MacDougal at Midnight: A Street Under Pressure». The Village Voice, April 8, 1965, Vol. X, No. 25
- «The Liberals' Big Stick: Ready for the SNCC??» Cavalier, June 1965, 33.
- «Jack Newfield and Роберт Кеннеді: A Lunch that Launched a Memoir». The Village Voice, 1969, Vol. XIV, No. 34.
- «Campus Across The River: Cause Without A Rebel». The Village Voice, May 20, 1965, Vol. X, No. 31
- «Bobby Kennedy In The Village». The Village Voice, October 8, 1964, Vol. IX, No. 51[70]

### Допоміжні роботи
- Ньюфілд, Дж. (1990) «Вступ» у Gunter Temech, Photographer. The Lost Supper/The Last Generation, Gegenschein Press.